# Arthropathie
Arthropathie (von altgriechisch ἄρθρον árthron ‚Gelenk‘ und πάθος páthos ‚Leiden(schaft)‘) oder Gelenkerkrankung ist der Oberbegriff für degenerativ, entzündlich, metabolisch, rheumatisch oder infektiös verursachte Erkrankungen der Gelenke.
Der Begriff Arthropathie wird häufig dann verwendet, wenn die Diagnose noch keine sichere Zuordnung, beispielsweise in entzündliche (Arthritis) oder nicht-entzündliche Gelenkerkrankung (Arthrose), zulässt.
Unter die Arthropathien fallen die verschiedensten Formen von Arthritis, Arthrose und anderer Gelenkerkrankungen, wie:
- infektiöse Arthropathien, ICD-10: M00 bis M03

beispielsweise: eitrige Arthritis, tuberkulöse Arthritis und Reaktive Arthritis
- entzündliche Polyarthropathien, ICD-10: M05 bis M14

beispielsweise: Felty-Syndrom, Rheumaknoten, Psoriasis-Arthritis, Juvenile idiopathische Arthritis, Gicht, Pseudogicht, Kaschin-Beck-Krankheit und Polyarthritis
- Arthrose (degenerative Gelenkerkrankung), ICD-10: M15 bis M19

beispielsweise: Polyarthrose, Bouchard-Arthrose, Hüftgelenksarthrose, Kniegelenksarthrose, Rhizarthrose, Spondylosis deformans und Spondylarthrose
- sonstige Gelenkkrankheiten, ICD-10: M20 bis M25

beispielsweise: Hallux valgus, Fallhand, Chondropathia patellae, Scheibenmeniskus, Gelenkmaus, Beugekontraktur, Protrusio acetabuli, Hämarthros und Osteophyt